# Index des notations musicales
Pour un article plus général, voir Notation musicale.
Les symboles musicaux sont les signes utilisés pour la notation musicale d'une partition, afin d'indiquer les divers aspects de l'exécution d'un morceau de musique. Ces symboles expriment des informations sur de nombreux paramètres musicaux, comme la hauteur, la durée, la nuance ou l'articulation des notes de musique, le tempo, le mètre, la forme (par exemple, si des sections sont répétées), ainsi que des détails sur les techniques de jeu spécifiques qui doivent être utilisées (par exemple, quels doigts, touches ou pédales utiliser, si un instrument à cordes doit être joué à l'archet ou pincé, si l'archet d'un instrument à cordes doit se déplacer vers le haut ou vers le bas, etc.).

## Portée

### Clefs

clé de sol
clé de fa
clé d'ut

## Rythmesetsilences

### Accents
|          |               |        |        |         |
| staccato | staccatissimo | tenuto | accent | marcato |

## Éléments non diastématiques

### Nuances
| Terme         | Symbole |
| ------------- | ------- |
| pianississimo |         |
| pianissimo    |         |
| piano         |         |
| mezzo piano   |         |
| sotto voce    |         |
| mezza voce    |         |
| un poco forte |         |
| mezzo forte   |         |
| forte         |         |
| fortissimo    |         |
| fortississimo |         |

| Terme ou signe | Abréviation ou symbole |
| -------------- | ---------------------- |
| crescendo      | cresc.                 |
| rinforzando    | rfz                    |
| sforzando      | ou                     |
| più forte      |                        |
|                |                        |

| Terme ou signe | Abréviation |
| -------------- | ----------- |
| decrescendo    | decresc.    |
| diminuendo     | dim.        |
| smorzando      | smorz.      |
| meno forte     |             |
| morendo        | mor.        |
| calando        | cal.        |
|                |             |

| Terme       | Symbole |
| ----------- | ------- |
| forte piano |         |